# 시우비뉴
시우비우 멘데스 캄푸스 주니오르(포르투갈어: Sylvio Mendes Campos Júnior, 1974년 4월 12일 ~ )는 시우비뉴(Sylvinho)로 잘 알려진 브라질 출신의 축구 지도자로 현재 알바니아 축구 국가대표팀의 사령탑으로 재직 중이며 브라질, 스페인, 알바니아 삼중 국적을 보유하고 있다.

## 선수 시절

### 클럽
1994년부터 1999년까지 5년간 고향팀이자 자국 리그인 브라질 세리이 A의 명문 SC 코린치앙스 소속으로 공식전 235경기 2골을 기록하면서 캄페오나투 파울리스타 3회 우승(1995, 1997, 1999) 및 1회 준우승(1998), 리그 1회 우승(1998) 및 1회 준우승(1994), 코파 두 브라지우 1회 우승(1995) 등에 기여했다.
그 후 1999-2000 시즌부터 2시즌동안 잉글랜드 프리미어리그의 아스널 FC 소속으로 공식전 80경기 5골을 기록하며 리그 2회 연속 준우승(1999-2000, 2000-01), FA 커뮤니티 실드 1999 우승, 1999-2000년 UEFA 유로파리그 준우승, 2000-01년 UEFA 챔피언스리그 8강 진출 등에 일조했다.
이후 2001-02 시즌부터 2003-04 시즌까지 3시즌동안 스페인 라리가의 셀타 비고 소속으로 공식전 107경기를 소화하며 라리가 2002-03 4위, 코파 델 레이 2003-04 8강, 2003-04년 UEFA 챔피언스리그 16강 진출 등을 이끌었고 2004-05 시즌부터 2008-09 시즌까지 FC 바르셀로나 소속으로 공식전 128경기 3골을 기록하며 라리가 3회 우승(2004-05, 2005-06, 2008-09) 및 1회 준우승(2006-07), 라리가 2007-08 3위, 코파 델 레이 2007-08 4강, 코파 델 레이 2008-09 우승,  수페르코파 데 에스파냐 2연패(2005, 2006), UEFA 챔피언스리그 2회 우승(2005-06, 2008-09), 2007-08년 UEFA 챔피언스리그 4강 진출 등에 기여했다.
그리고 2009-10 시즌을 앞두고 잉글랜드 프리미어리그의 맨체스터 시티와 FA 계약을 체결한 후 공식전 15경기를 소화하며 EFL컵 2009-10 시즌 4강 진출에 일조한 뒤 2009-10 시즌을 끝으로 16년간의 현역 생활을 마무리했다.

### 국가대표팀
1997년 브라질 A대표팀 첫 발탁 이후 러시아와의 친선 경기에서 국제 A매치 데뷔전을 치른 후 이듬해에 열린 1998년 CONCACAF 골드컵에 초청팀 자격으로 출전하여 대회 3위의 성적을 거두었으며 2001년 3월 28일 에콰도르와의 2002년 FIFA 월드컵 남미 지역 예선 11차전 경기를 끝으로 더 이상 대표팀에 소집되지는 못했다.

## 지도자 경력

### 초기 경력
2011년부터 2019년까지 크루제이루 EC, 스포르트 헤시피, 나우치쿠 카피바리비, SC 코린치앙스, 인테르 밀란, 브라질 대표팀의 수석 코치로 활동했고 이후 2019년 4월 브라질 U-23 대표팀의 사령탑으로 선임되어 2020년 하계 올림픽까지 팀을 이끌어줄 것을 제안받았지만 그 제안을 단칼에 거절했다.
그 후 5월 19일 프랑스 리그앙의 올랭피크 리옹의 사령탑으로 부임했지만 연이은 졸전 등으로 고전을 면치 못하다가 결국 부임한지 단 5개월만에 성적 부진의 책임을 지고 리옹 감독직에서 해임되었고 그로부터 1년 7개월 후 친정팀인 SC 코린치앙스 사령탑 부임을 통해 7년만에 브라질 리그로 복귀했지만 부임 9개월만에 또 다시 해임되었다.

### 알바니아 대표팀
코린치앙스 사령탑직에서 해임된 후 한동안 야인으로 지내다가 2023년 1월초 에도아르도 레야 전 알바니아 대표팀 사령탑의 후임으로 전격 부임한 뒤 첫 국제 대회인 UEFA 유로 2024 예선 E조 8경기에서 4승 3무 1패·조 1위로 알바니아의 8년만의 유로 대회 본선이자 통산 2번째 메이저 대회 본선 진출을 이끌었고 이후 유로 2024 본선에서는 비록 1무 2패·B조 최하위로 탈락했지만 크로아티아와의 2차전에서 2-2 무승부로 2회 연속 유로 대회 승점 획득을 이끌었다.

## 여담
알바니아의 8년만의 메이저 대회 본선 진출을 이끈 이후 2023년 12월 18일 알바니아 국적 심사를 통과하면서 알바니아 국적을 취득했고 이로 인해 3개의 국적을 보유하게 되었다.